# Beznea
Beznea – wieś w Rumunii, w okręgu Bihor, w gminie Bratca. W 2011 roku liczyła 1356 mieszkańców.